# Ирландска лира
Вижте пояснителната страница за други значения на лира.
Ирландската лира (на английски: Irish pound, на ирландски: Punt Éireannach) е паричната единица на Ирландия, която е в обращение преди въвеждането на еврото през 2002 г. Ирландската лира е обозначена със символа „£“ или за да се избегне объркване с лирата стерлинги „IR £“.

## История
Монетите за първи път са сечени в Ирландия през 997 г., номиналите са изцяло поети от Англия и първоначално са били равни на лирата. Разделението на ирландците е същото като на английския, 1 фунт е равен на 20 шилинга, шилингът е равен на 12 пенса. В резултат на развалянето на монетите, ирландската лира значително спада спрямо британската. През цялата история са правени опити за изравняване на валутите, но поради редица причини техният валутен курс постоянно се колебае. През 1823 г. са сечени последните ирландски медни монети, след което различни банки издават хартиени банкноти, но Ирландия не разполага с монети до своята независимост през 1922 година.
След като страната придобива независимост, първите ирландски лири са издадени през 1928 г. и в началото са обвързани с британската лира. До 60-те години на миналия век съществува необходимост от десетична система и след дискусии през 1969 г. ирландската лира започва да се равнява на 100 пенса, а не на 20 шилинга и 240 пенса, както преди. На 31 декември 1998 г. се въвежда постоянен валутен курс на еврото към ирландската лира. През 2002 г. ирландската парична лира е изцяло заменена с еврото. Обмяната на парични лири с евро в Ирландия е една от най-бързите в Европа. През първите две седмици на 2002 г. 56% от паричното предлагане са разменени. Всички ирландски банкноти и монети, емитирани от 1928 г., могат да бъдат заменени за евро в Централната банка на Ирландия в Дъблин.

## Преход към еврото
Към 31 декември 1998 г. курсът на еврото към ирландската лира и 10 други валути на Европейския съюз (всички с изключение на британската лира, шведската крона и датската крона) са фиксирани. Фиксираното съотношение на за една ирландска лира е € 1 = 0,787564 ирландски лири. На следващия ден, когато еврото е въведено, валутният курс е 1 британска лира = € 1,42210, или 1 британска лира ≈ 1,12 ирландски лири. От 1 януари 2002 г., в деня на действителното въвеждане на еврото, британската лира е около 1,287 ирландски лири. След въвеждането на еврото и падането на лирата през 2007 – 2009 г., към април 2010 г. 1 британска лира е равеа на около 0,91 ирландски лири. Заменена е с еврото от 1 януари 2002 г.
Към 31 декември 2001 г. общата стойност на ирландските банкноти в обращение е 4 433,8 милиона евро, а общата стойност на ирландските монети е 387,9 милиона евро. Влизането на Ирландия в еврозоната е едно от най-бързите в еврозоната, някои магазини спряха да приемат лирата след седмица от прехода на страната към еврото. През 2002 г. еврото е равно на 0,787564 ирландски лири. Ирландските банкноти са изтеглени от обращение в рамките на две седмици след въвеждането на евробанкноти и монети, като по това време те спряха да имат статут на законно платежно средство.